# David Moorcroft
David Robert Moorcroft (né le 10 avril 1953 à Coventry) est un athlète britannique spécialiste des courses de fond et de demi-fond.

## Carrière
Sélectionné pour la première fois en équipe nationale en 1973, il participe trois ans plus tard aux Jeux olympiques de Montréal, terminant septième de la finale du 1 500 mètres. Il remporte sur cette même distance la finale des Jeux du Commonwealth en 3 min 35 s 48, devant le Tanzanien Filbert Bayi. Aux Championnats d'Europe 1978 de Prague, il monte sur la troisième marche du podium du 1 500 m, derrière son compatriote Steve Ovett et l'Irlandais Eamonn Coghlan. Deux ans plus tard, il est éliminé en demi-finale des Jeux olympiques de Moscou après avoir ressenti des douleurs à l'estomac.
Le 7 juillet 1982, lors des Bislett Games d'Oslo, David Moorcroft établit un nouveau record du monde du 5 000 mètres en 13 min 0 s 41, améliorant de près de six secondes la précédente meilleure marque mondiale du Kényan Henry Rono. Cette performance, améliorée en 1987 par le Marocain Saïd Aouita, constitue le dernier record du monde du 5 000 mètres établi par un athlète non-africain. Favori des Championnats d'Europe 1982 d'Athènes, le Britannique se classe finalement troisième de la finale du 5 000 m derrière les Allemands Thomas Wessinghage et Werner Schildhauer. Il obtient sa seconde médaille de bronze consécutive dans cette compétition. La même année, il s'adjuge le titre des Jeux du Commonwealth de Brisbane quatre ans après son premier sacre, et améliore par ailleurs à Londres le record d'Europe du 3 000 mètres en 7 min 32 s 79.
David Moorcroft a été Chef exécutif de la Fédération britannique d'athlétisme (UK Athletics) de 1997 à 2007.

## Records
- Mile :	3 min 49 s 34 (Oslo, 26/06/1982)
- 3 000 m : 7 min 32 s 79 (Londres, 17/07/1982)
- 5 000 m : 13 min 00 s 41 (Oslo, 07/07/1982)

## Palmarès
| Date | Compétition           | Lieu     | Résultat | Épreuve |
| ---- | --------------------- | -------- | -------- | ------- |
| 1976 | Jeux olympiques       | Montréal | 7e       | 1 500 m |
| 1978 | Jeux du Commonwealth  | Edmonton | 1er      | 1 500 m |
| 1978 | Championnats d'Europe | Prague   | 3e       | 1 500 m |
| 1982 | Championnats d'Europe | Athènes  | 3e       | 5 000 m |
| 1982 | Jeux du Commonwealth  | Brisbane | 1er      | 5 000 m |